# Карл I (ландграф Гессен-Филипсталя)
Карл I Гессен-Филипстальский (нем. Karl I. von Hessen-Philippsthal; 23 сентября 1682, Шмалькальден — 8 мая 1770, Филипсталь) — ландграф Гессен-Филипсталя из Гессенского дома.

## Биография
Карл — старший сын ландграфа Филиппа Гессен-Филипстальского и его супруги Екатерины Амалии (1654—1736), дочери графа Карла Отто Сольмс-Лаубахского. Наследовал отцу в Гессен-Филипстале в 1721 году.
В 1701 году Карл поступил на службу в датскую армию и воевал в Войне за испанское наследство. 10 марта 1710 года Карл Гессен-Филипстальский отличился в битве при Хельсингборге и получил звание генерал-майора. В 1715 году участвовал в высадке на остров Рюген и осаде Штральзунда. Впоследствии перешёл на службу во французскую армию, где 13 марта 1721 года получил звание генерал-лейтенанта.
6 июня 1731 года ландграф Карл был удостоен датского ордена Слона. Во время Семилетней войны некоторое время скрывался в своём доме в Любеке. Позднее поступил на службу в имперскую армию, где дослужился до звания фельдмаршал-лейтенанта.

## Потомки
Ландграф Карл женился 24 ноября 1725 года в Айзенахе на Каролине Кристине (1699—1743), дочери герцога Иоганна Вильгельма Саксен-Эйзенахского. У супругов родились:
- Вильгельм (1726—1810), ландграф Гессен-Филипсталя, женат на Ульрике Элеоноре Гессен-Филипсталь-Бархфельской (1732—1795)
- Каролина Амалия (1728—1746)
- Фридрих (1729—1751)
- Шарлотта Амалия (1730—1801), замужем за герцогом Антоном Ульрихом Саксен-Мейнингенским (1687—1763)
- Филиппина (1731—1762).